# 1,2-二氟-2,2-二氯乙烷
1,2-二氟-2,2-二氯乙烷是一种有机化合物，化学式为C2H2Cl2F2。它可由1-氟-2,2-二氯乙烯（或1,1-二氯乙烯）为原料氟化得到。它也可以在光照下1,2-二氟乙烷和氯气在四氯化碳中作为产物之一生成。它进一步氟化，可以得到1,1,1,2-四氟乙烷。